# Escola la Salle (Premià de Mar)
L'Escola la Salle de Premià de Mar (Maresme) és un col·legi protegit com a bé cultural d'interès local. Fou inaugurat el 1908 com a "Noviciat Apostòlic de Nostra Senyora del Port" i l'escola (inaugurada el 1910 en un altre edifici) s'hi va traslladar el 1968. Ha estat sempre dirigit pels Germans de les Escoles Cristianes de La Salle.

## Història

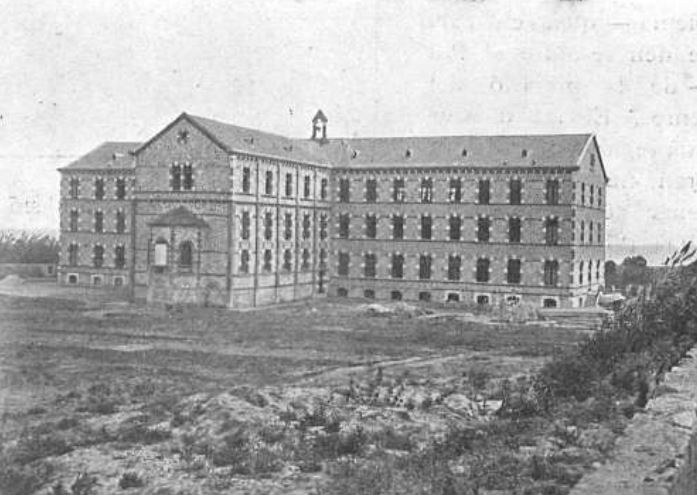
Vista posterior el 1908

En 1906, els Germans de les Escoles Cristianes de La Salle arriben a la localitat de Premià de Mar. Al juliol de 1908, s'inaugura el Gran Noviciat amb 27 aspirants de Bèlgica acompanyats pel Germà Miquel Febres, qui hi va viure fins a la seva mort el 9 de febrer de 1910. A l'octubre del mateix any, se celebra la inauguració del Noviciat Apostòlic Nostra Senyora del Port, el qual actualment és l'edifici de l'escola. El 1909, es construeix una escola gratuïta per als infants de Premià de mar i els pobles veïns per part dels Germans, qui són molt ben rebuts al municipi. A l'octubre de 1910 s'inaugura l'escola Nostra Senyora Port (edifici ja enderrocat i substituït pels pàrvuls).
Des de 1910, i durant varis anys, va viure també el germà Beat Onofre Tolosa Alsina i de 1922 a 1930 el germà Beat Benilde Josep Casademunt Ribas, assassinats després durant la guerra civil espanyola.
A l'any 1968, l'escola canvia d'ubicació i passa a l'edifici del Noviciat, degut a la creixent demanda d'escolarització a Premià de Mar. Tres anys després, s'inicien els estudis d'EGB a l'Escola La Salle Premià de Mar. En 1980, l'escola dels Germans passa a ser mixta per atendre la coeducació.
A l'any 1984, es produeix la canonització del Germà Miquel Febres Cordero, un emblema de l'escola. Onze anys després d'aquest fet, a l'any 1995, hi ha una ampliació de l'escola per a la implantació de l'ESO (Educació Secundària Obligatòria).
A l'any 2002, i degut al creixement demogràfic de la població maresmenca, s'amplia l'escola i s'incorpora l'Educació Infantil.
Dos anys després, en 2004, és l'any de la primera Encesa Solidària, un acte solidari per part de l'escola que enlluerna tot l'edifici. A l'any 2008, es comença a implantar la 3a línia a P3 i arriba a 4t d'ESO al curs 2020-2021. Durant el curs 2009-2010, s'aconsegueix el certificat ISO 9001.

## Edifici
És un edifici civil de planta baixa, tres pisos i golfes. Forma un gran eix longitudinal cobert per una teulada de dos vessants, amb el carener paral·lel a la façana i només tallat a la part central per un cos transversal i per dos laterals que trenquen la monotonia i l'horitzontalitat del conjunt. S'hi accedeix per una escalinata central que condueix directament al primer pis, que és el principal. Aquest tipus de construcció es caracteritza per l'ús de l'obra vista: la maçoneria en els murs i el totxo a sardinell en la gran quantitat d'obertures que formen l'edifici.
Abans del 2006 hi havia un gran pati central amb una doble filera de palmeres. Una tanca de maçoneria envolta el conjunt. L'ús de l'obra vista i el totxo a sardinell és molt freqüent en les construccions de Bonaventura Bassegoda.
Avui en dia, hi ha un camp de futbol de mida reglamentària amb sis porteries (quatre porteries de futbol 7 i dues de futbol 11).
A l'any 2009/2010 es va crear la que s'anomena "La salle petita", on se situa l'educació infantil (P3,P4 i P5).